# Варшавский, Владимир Сергеевич
Владимир Сергеевич Варшавский (1906—1978) — прозаик и публицист Русского зарубежья.

## Биография
Родился в Москве 11 (24 по новому стилю) октября 1906 года в семье присяжного поверенного, адвоката, журналиста Сергея Ивановича Варшавского (1879—1945(?)) и драматической актрисы МХТ Ольги Петровны Норовой (1875—1961). Младший из трех детей в семье, Володя был особенно дружен со старшим братом Юрой. Семья Варшавских жила в Гранатном переулке, дом 2, лето проводила на Рижском взморье, после начала Первой мировой войны — на даче в Болшево под Москвой. Отец Варшавского принимал участие в войне как помощник начальника летучего санитарного отряда. В 1916 году Володя вслед за братом поступил в Московскую мужскую гимназию А. Е. Флёрова у Никитских ворот (Мерзляковский пер., д.11). В эти годы Володя серьезно увлёкся рисованием, родители даже наняли ему домашнего учителя живописи. Сохранились рисунки и наброски, сделанные уже в период отъезда семьи из Москвы, на которых зарисовки мирной жизни сменяются изображениями солдат, штыковых атак, казаков генерала Шкуро и другими военными эпизодами. Весной 1918 года семья Варшавских бежала от большевиков в Киев, затем в Одессу, оттуда в Крым, а в 1920 году навсегда покинула Россию, уехав из Крыма в Константинополь.

### Эмиграция
Еще в 1919 году в Одессе братья Варшавские стали бойскаутами, а оказавшись в эмиграции, вступили в Константинопольский отряд русских скаутов. В 1920 году Варшавский вступил в спортивный кружок «Русский маяк», где впервые встретился с Борисом Поплавским. 6 июня 1921 года Владимир Варшавский поступил в 1-ю Константинопольскую русскую гимназию, которая вскоре переехала в Моравскую Тршебову (Чехословакия). Сергей Иванович Варшавский остался в Константинополе, а мать вместе с детьми уехала в Моравскую Тршебову, но вскоре вместе с дочерью перебралась в Прагу. 8 марта 1923 года любимый старший брат Юра умер от менингита. Смерть брата, с которым они были «одно двойное, неразлучное существо» глубоко потрясла Владимира и во многом повлияла на его мироощущение. По его словам он испытал «невыносимое чувство остановки жизни» и стал подвержен приступам рассеянности и слабости. 22 сентября Варшавский окончил гимназию и осенью того же года был зачислен на Русский юридический факультет в Праге. Проучившись 8 семестров, в мае 1926 года уезжал на лечение во Францию, в 1927 году навсегда покинул Чехословакию, не сдав заключительных экзаменов. В 1928 году в пражском журнале «Воля России» состоялась его первая публикация — был напечатан рассказ «Шум шагов Франсуа Виллона», удостоенный почетного отзыва на литературном конкурсе. Переехав во Францию, Варшавский поступил в Парижский университет, где изучал литературу, но, по его словам часто «вместо того, чтобы ходить на лекции, просиживал все ночи в монпарнасских кафе», нигде не работал, жил на скромные средства, присылаемые отцом из Праги. Через Сергея Эфрона Варшавский сблизился с евразийцами, но скоро отошел от этого течения; увлекался философией Анри Бергсона, посещал собрания литературного объединения «Кочевье», с 1930 года стал постоянным участником собраний литературно-философского общества «Зеленая лампа», где выступал с докладами. Варшавский печатался в журналах «Современные записки» и «Числа», стал членом Объединения русских писателей и поэтов, с 1935 года посещал литературно-философское общество «Круг» под руководством И. Фондаминского, а с 1936 года публиковался в журнале «Новый град», чьи идеи «социального христианства» и «христианской демократии» были ему особенно близки.

### Вторая мировая война
В 1939 году Варшавский добровольно вступил в ряды французской армии, участвовал в боях на границе с Бельгией, за что впоследствии 8 января 1947 года был награждён Военным крестом с серебряной звездой. В приказе по дивизии указывалось: «Варшавский Владимир, солдат 2-го класса, великолепный боец, выдержавший с храбростью и преданностью все испытания. 14 мая 1940 г. остался последним на линии огня, чтобы прикрыть отступление своей роты… <…> Добровольно вызвался защищать Булонскую цитадель, вызвав в этом бою всеобщее восхищение своим презрением к опасности. Прекратил сопротивление лишь по приказу после истощения всех боевых запасов». После разгрома французской армии Варшавский попал в плен, содержался в лагере Stalag ІІ-В в Гаммерштайне (ныне г. Чарне, Польша), где его смог навестить отец. В феврале 1945 года был освобожден советскими войсками и вскоре вернулся во Францию. В мае 1945 года, после вступления в Прагу Красной армии, отец Варшавского был арестован органами СМЕРШ, депортирован в СССР и погиб в заключении. О своем участии в войне и годах, проведенных в немецком плену, Варшавский написал повесть «Семь лет» (отрывки публиковались в эмигрантской печати, вышла отдельным изданием в Париже в 1950 году).

### Жизнь в США
После войны Варшавский сильно нуждался, жил на пособие нью-йоркского Литфонда и мизерные гонорары, работал ночным сторожем в гараже.
Весной 1951 года уехал в США, работал рассыльным в ООН, печатался в нью-йоркских журналах «Новоселье» и «Новый журнал», в 1954 году устроился внештатным корреспондентом русской службы Радио «Освобождение» (позднее переименованной в Радио «Свобода»).
В 1955 году в «Новом журнале» была напечатана глава из будущей книги «Незамеченное поколение». Публикация сразу вызвала горячую дискуссию в эмигрантской печати, в которую были вовлечены Е. Кускова, М. Слоним, В. Яновский, Г. Адамович и др. В начале 1956 года в Издательстве им. Чехова вышла книга «Незамеченное поколение». Это название вошло в историю русского зарубежья как определение молодого поколения первой волны эмиграции. В книге Варшавский анализирует различные политические эмигрантские течения («солидаристы», «младороссы», «евразийцы»), описывает литературный мир «Русского Монпарнаса» (особенно много места уделено Б. Поплавскому, с которым автор был близко знаком), рассказывает о русских героях французского Сопротивления и духовных исканиях эмиграции (РСХД, журнал «Новый град»). На «Радио Свобода» под псевдонимом Владимир Норов Варшавский вел многолетние циклы передач («Современная мысль», «Новые Вехи», «Годы шестидесятые», «Культура и свобода», «Книжная полка», «Заметки читателя» и др.).
В 1957 году Варшавский познакомился с переводчицей Татьяной Георгиевной Дерюгиной (1923—2019), в 1959 году они поженились, в мае 1967 года семья переехала в Европу и обосновалась в Мюнхене, где Варшавский продолжал работать на «Радио Свобода» как постоянный сотрудник. В 1972 году в парижском издательстве ИМКА-Пресс вышел автобиографический роман Варшавского «Ожидание», куда вошла повесть «Семь лет».

### Последние годы
31 марта 1972 года Варшавский ушел в отставку из штата «Радио Свобода», однако как внештатный обозреватель еще несколько лет вел ряд циклов. В 1974 году семья Варшавских поселилась в местечке Ферней-Вольтер на франко-швейцарской границе. Там Варшавский завершил новую редакцию «Незамеченного поколения» и начал работать над историко-философским исследованием «Родословная большевизма». В этой книге он опровергал попытки вывести советский тоталитаризм из русской истории и самой сущности русской души, и доказывал, что большевизм был неизбежным следствием марксистской идеологии, принесенной в Россию из Европы. Работу над книгой Варшавский не успел завершить из-за болезни сердца — перенеся две тяжелые операции, он скончался в Женеве 22 февраля 1978 года. Похоронен на кладбище Сент-Женевьев-де-Буа под Парижем.

## Семья
- Двоюродный брат — книговед и издатель А. А. Кроленко.